# Samolaco (cheval)
Pour l’article homonyme, voir Samolaco.
Le Samolaco est une race chevaline italienne rare originaire du Valchiavenna et de Valteline, en Lombardie. Cette race descendrait de chevaux andalous. Non-reconnue, elle est critiquement menacée de disparition, voire déjà éteinte. 

## Dénomination
Cette race de chevaux tient son nom de la ville de Samolaco, près de Chiavenna dans la province de Sondrio. Elle est aussi nommée Chiavennese.

## Histoire
Ce cheval est présumé d'origine espagnole. Il proviendrait de montures militaires espagnoles abandonnées au XVIIe siècle à Trivio di Fuentes, puis mélangées avec la souche locale,. À partir de 1954, il reçoit l'influence de l'Avelignese, d'où résulte la race Samolaco-Avelignese,. Cependant, l'élevage décline ensuite, menant à une importante consanguinité des chevaux restants.
En 1995, il n'en reste plus que 12 individus de pure race, recensés par la World Watch List de l'Organisation des Nations unies pour l'alimentation et l'agriculture (FAO). Ce cheval est apparu dans un reportage diffusé sur la chaîne de télévision Rai Linea Verde.

## Description
Le guide Delachaux estime sa taille à environ 1,50 m.
La tête est légère selon le guide Delachaux, lourde selon le Dr Alessio Zano. Le poitrail est large. La croupe est arrondie. La crinière et la queue sont épaisses en crins.
La robe est généralement alezane, le plus souvent assortie de crins lavés, conséquences des croisements pratiqués avec l'Avelignese. Le bai est possible.
Il est résistant, demande peu d'entretien et a le pied sûr, comme tous les chevaux de montagne. L'élevage s'effectue le plus souvent en stabulation, avec une sortie au pâturage durant l'été. Le Samolaco n'est pas une race de chevaux officiellement reconnue.

## Utilisations
C'est historiquement un cheval de bât. L'autrice du guide Delachaux préconise son usage dans le tourisme équestre.

## Diffusion de l'élevage
C'est une race critiquement menacée, voire déjà éteinte dans les années 2010. La race Samolaco-Avelignese est en effet citée comme éteinte par l′Associazione Culturale Samolaco.
Elle est propre à la région italienne de Lombardie.